# شارل فورييه
شارل فورييه (بالفرنسية: Charles Fourier) 1772-1837م، كان رجل اقتصاد وفيلسوف فرنسي، صاحب نظرية اجتماعية واقتصادية عُرِفت باسمه، تأثر في حياته بالأفكار الاشتراكية التي سبقت أفكار وأدبيات كارل ماركس. ولكنه لم يكن اشتراكيًّا بالمعنى الدقيق فهو لم يطالب بإلغاء الملكية وإنما كان يدعو إلى الاتحاد في الإنتاج بطريق المشاركة الاختيارية وأن يتاح لكل شخص العمل حسب قابليته الشخصية وله الحق في تغيير نوع العمل.
كان فورييه يأمل في تغيير العالم وتحويله إلى نظام اقتصادي أفضل عن طريق المثال الصالح، وليس عن طريق الوعظ والأرشاد، وتصور مستعمرة تدار على شكل هيئة تعاونية بحيث يعيش أفرادها في بناء مشترك ويختص كل منهم بعمل معين طبقا لذوقه للإبقاء على حياة الجماعة، وهذا في رأيه سيؤدي إلى زيادة الإنتاج بحيث تتاح السبل والفرص لكل من في المستعمرة في أن يعتزل العمل عندما يبلغ السن الثامنة والعشرين، وقد امتلأت نفسه حبورًا وأملًا، وكان فورييه يأمل في أن يقوم أحد الأغنياء بتمويل مستعمرته الخيالية.
ولكن أحدا لم يمد له يد العون، وبعد وفاته عمد الكثيرون إلى تطبيق نظريته، وأسسوا عددا من الهيئات التعاونية في فرنسا.
كما طبق نظريته بعض الأمريكيين في الولايات المتحدة، من أمثال ألبرت برسبين وهوارس جريلي، وأنشأت مستعمرات في مزرعة بروك قامت على أدارتها ماركريت فولر وناثانيل هوتودن وبرونسون الكوت وغيرهم، ولم يكتب لأي من هذه المزارع النجاح الاقتصادي.

## حياته
ولد فورييه في بيزنسون، فرنسا في 7 أبريل عام 1772. كان ابن رجل أعمال صغير، لكنه كان مهتمًا بالعمارة أكثر من تجارة والده. أراد أن يصبح مهندسًا، لكن لم تقبل مدرسة الهندسة العسكرية المحلية سوى أبناء النبلاء. قال فورييه لاحقًا إنه يشعر بالامتنان لأنه لم يستطع دراسة الهندسة، لأنها كانت ستستهلك الكثير من وقته وتبعده عن تحقيق رغبته الحقيقية في مساعدة البشرية.
عندما توفي والده في عام 1781، تلقى فورييه خُمس ممتلكات والده، التي تقدر قيمتها بأكثر من 200000 فرنك. مكن هذا الميراث فورييه من السفر إلى جميع أنحاء أوروبا في وقت فراغه. في عام 1791، انتقل من بيزنسون إلى ليون، حيث عمل لدى التاجر م. بوسكيه. وذهب فورييه إلى باريس، حيث عمل كرئيس لمكتب الإحصاء لبضعة أشهر. من عام 1791 إلى عام 1816، عمل فورييه في باريس وروان وليون ومرسيليا وبوردو. كونه بائعًا متجولًا وكاتب مراسلات، كان كل من أبحاثه وفكره محدودين بالوقت؛ فقد اشتكى من «خداع التجار» والسذاجة تجاه «الأعمال الخادعة والمهينة». بدأ لاحقًا بالكتابة، ونشر كتابه الأول في عام 1808، لكن لم يباع سوى عدد قليل من النسخ. من المدهش أنه بعد ست سنوات، وقع الكتاب في أيدي السيد جوست مويرون الذي أصبح في النهاية راعياً لفورييه. أصدر فورييه معظم كتبه بين عامي 1816 و1821. في عام 1822، حاول بيع كتبه مرة أخرى لكن دون نجاح.
توفي فورييه في باريس في عام 1837.

## أفكاره
أعلن فورييه أن الاهتمام والتعاون هما أهم أسرار النجاح الاجتماعي. وأعرب عن اعتقاده أن أي مجتمع متعاون سيشهد تحسنًا هائلًا في مستويات الإنتاج. سيُكافأ العمال على عملهم وفقًا لمدى مساهمتهم وتعاونهم. رأى فورييه مثل هذا التعاون يحدث في المجتمعات التي أطلق عليها فالانكسيس أي «الكتائب»، موجودة ضمن مباني تسمى فلانستير أو «الفنادق الكبرى». كانت هذه المباني عبارة عن مجمّعات سكنية مكونة من أربعة طوابق حيث كانت الشقق العلوية مخصصة للأغنياء وكان الفقراء يسكنون الطابق الأرضي. تتحدد الثروة حسب وظيفة الفرد. وتتعين وظيفة الفرد على أساس اهتماماته ورغباته. كانت توجد حوافز: يكون أجر الأفراد أعلى في حال كانوا يقومون بوظائف لا يستمتعون بها. اعتبر فورييه أن التجارة -التي ربطها باليهود- هي «مصدر كل الشرور»، ودعا إلى إجبار اليهود على العمل في الزراعة ضمن الكتائب. في نهاية حياته، أيّد فورييه عودة اليهود إلى فلسطين بمساعدة عائلة روتشيلد. رأى كل من جون ك. روث وريتشارد ل. روبنشتاين أن معاداة السامية لدى فورييه كانت بدوافع اقتصادية ودينية، وليست كمعاداة السامية العنصرية التي ظهرت لاحقًا في ذاك القرن.

### هجومه على الحضارة
وصف فورييه الفقر (وليس عدم المساواة) بأنه السبب الرئيسي لخلل المجتمع، واقترح القضاء عليه بإعطاء أجور مرتفعة كافية وإعطاء «كمية صغيرة لائقة» من الأجور لغير القادرين على العمل. استخدم فورييه كلمة الحضارة بالمعنى السلبي وعلى هذا النحو «كان ازدراء فورييه من المفكرين المحترمين والإيديولوجيات في عصره شديدًا لدرجة أنه استخدم دائمًا مصطلحات كالفيلسوف والحضارة بمعنى مهين. كانت الحضارة في معجمه نظامًا فاسدًا. مصطلح مرادف للخيانة والقيود، هاجم فورييه الحضارة بكلمات لم توجد ضمن كتابات أي ناقد اجتماعي آخر في عصره».

### العمل
بالنسبة إلى هربرت ماركوسي »لا تجد فكرة العلاقة بين العمل والشهوة في مجتمع صناعي متطور سوى القليل من الدعم في الفكر التقليدي، وحيثما يكون هذا الدعم وشيكًا، يبدو ذا طبيعة خطرة. إن تحويل العمل إلى متعة هو الفكرة المركزية لليوتوبيا الاشتراكية العملاقة الخاصة بفورييه».

### حقوق المرأة
كان فورييه من المؤيدين لحقوق المرأة في فترة زمنية كانت فيها آراء مفكرين مثل جان جاك روسو سائدة. اعتقد فورييه أن جميع الوظائف المهمة يجب أن تكون متاحة للنساء على أساس المهارة والكفاءة بدلاً من تقييدها بسبب الجنس. تحدث عن النساء كأفراد، وليس كنصف للزوج البشري فحسب. رأى فورييه أن الزواج »التقليدي» يخلّ بحقوق النساء كبشر وبالتالي لم يتزوج مطلقًا. في كتاباته، وقبل ظهور مصطلح «المثلية الجنسية»، رأى فورييه أن لكل من الرجال والنساء مجموعة واسعة من الاحتياجات والميول الجنسية التي قد تتغير أثناء حياتهم، شمل بما في ذلك المثليين والمخنثين. وتكلم عن ضرورة حرية التعبير الجنسي طالما لم تحدث إساءة في معاملة الناس، وأكد أن «الاختلاف» قد يعزز التكامل الاجتماعي في الواقع.
كان هدف فورييه هو إعطاء الحرية لكل فرد من البشر، رجل وامرأة وطفل، في مجالين: التعليم والعاطفة الإنسانية.

### الأطفال والتعليم
فيما يتعلق بالتعليم، شعر فورييه أن أولياء الأمور والمدرسين «المتحضرين» ينظرون إلى الأطفال على أنهم مهملون. رأى فورييه أن طريقة التفكير هذه خاطئة. إذ اعتقد أن الأطفال في سن الثانية والثالثة يكونون مجتهدين للغاية. أدرج الأذواق المهيمنة لدى الأطفال ضمن قائمة لتشمل، على سبيل المثال لا الحصر:
1. البعثرة أو الميل للإمساك بكل شيء، ودراسة كل شيء، والبحث في كل شيء، لتغيير حالتهم باستمرار.
2. خلق الضجة، رغبة في الأعمال الصاخبة.
3. التقليد أو الهوس في التقليد.
4. الرغبة في الأعمال الصغيرة.
5. الانجذاب التدريجي للضعفاء نحو الأقوياء.[19]

كان فورييه شديد الانزعاج من عدم تنظيم وقته وأراد تحقيق الاستقرار في مجريات الأحداث التي أحاطت به. وكان فورييه يرى أن إخوته من البشر يعيشون في عالم مليء بالصراع والفوضى والاضطراب
أهم ما يُذكر عن فورييه كتاباته عن نظام عالمي جديد قائم على وحدة العمل والتعاون المتناغم. وهو معروف أيضًا بتصريحات طوباوية معينة، مثل أن البحار ستفقد ملوحتها وتتحول إلى عصير الليمون، إضافةً إلى نظرة عرضية عن تغير المناخ، تتضمن أن القطب الشمالي سيكون أكثر اعتدالًا من منطقة البحر الأبيض المتوسط في مرحلة مستقبلية.

## وفاته
توفي شارل فوربييه عام 1837م.

## روابط خارجية
- شارل فورييه على موقع الموسوعة البريطانية (الإنجليزية)
- شارل فورييه على موقع إن إن دي بي (الإنجليزية)